# Дженні Герхардт
Дженні Герхардт (англ. Jennie Gerhardt) — роман американського письменника Теодора Драйзера про життя бідної жінки та її сім'ї. Твір виданий в 1911 році. Дженні — головна героїня, що має чутливу, поетичну, люблячу натуру.

## Головні дійові особи
- Дженні Герхардт — повне ім'я Дженев'єва (англ. Genevieve). На початок розповіді їй виповнилося 18 років. Під час життя з Лестером Кейном, вона часто називалася його прізвищем Кейн (англ. Lester Kane). Після розставання з ним вона взяла дошлюбне прізвище матері — Стовер (англ. Stover).
- Батьки Дженні (мають 6-х дітей):
  - Мр. Вільям Герхардт (англ. Mr William Gerhardt) — батько багатодітної сім'ї, однією з дітей якого є Дженні. Мігрував з Німеччини до Америки.
  - Місіс Герхардт (англ. Mrs Gerhardt) — матір Дженні, дружина Вільями Герхардта. Походить з сім'ї німецьких мігрантів. В творі ніде не згадується її ім'я.
- Брати і сестри Дженні (загалом п'ятеро):
  - Басс (англ. Bass) — старший з-поміж дітей Герхардів. Повне ім'я Себаст'ян Герхардт (англ. Sebastian Gerhardt). Тривалий час допомагав сім'ї. І єдиний хто з роками не припинив контакти з Дженні. На початок роману йому виповнилося 22 роки.
  - Джордж (англ. George) — брат (14 років).
  - Марта (англ. Martha) — сестра (12 років).
  - Вільям (англ. William) — брат (10 років).
  - Вероніка (англ. Veronica) — сестра (8 років)
- Кохані Дженні:
  - Сенатор Брендер (англ. Brander) — сенатор США. Перший коханий Дженні.
  - Лестер Кейн (англ. Lester Kane) — син багатого підприємця каретної фабрики. Впродовж багатьох років цивільний чоловік Дженні.
- Діти Дженні:
  - Вільгельміна Веста (англ. Wilhemina  Vesta) — донька Дженні від Брендера. Померла в юному віці. Відоміша як Веста.
  - Роза Перпетуа (англ. Rose Perpetua) — удочерена донька Дженні, яку Герхардт вдочерила після смерті Вести.
  - Генрі Стовер (англ. Henry Stover) — усиновлений син. Дженні його всиновила, щоб Розі не було самотньо, і дала йому своє прізвище.
- Сім'я Кейна:
  - Арчібальд Кейн (англ. Archibald Kane) — батько Лестера. Почав справу «з нуля» і досяг фінансового успіху. Власник фабрики карет.
  - Місіс Кейн (англ. Mrs Kane) — матір Лестера.
  - Роберт Кейн (англ. Robert Kane) — брат Кейна. Взяв під свій контроль справу батька по його смерті.
  - Емі (англ. Amy), Імоджін (англ. Imogene), Луїза (англ. Louise) —  сестри Кейна.
  - Летті Пейдж (англ. Letty Pace) — законна дружина Лестера після його розставання із Дженні. Дуже багата вдова Джералда. Розумна і незалежна жінка, для якої суспільна мораль не є значимою.

## Сюжет
Дії роману розгортаються впродовж кількох десятиліть. Починаються в 1880 році в Колумбусі — столиці штату Огайо, закінчуються в Чикаго (Іллінойс).

Колумбус

Дженні Герхард (дівчина з дуже бідної сім'ї) знайомиться із сенатором Брендером, який починає допомагати Герхардам. Зрештою Дженні завагітніла від нього. Сенатор має намір одружитися з Дженні, та передчасно помирає. Батько Дженні, дізнавшись про це, виганяє її з дому. І лишень після його переїзду на роботу в інше місто, вона повертається додому. Дитина отримує ім'я Вільгельміна Веста.

Клівленд

Не маючи стабільних заробітків в Колумбусі і подалі від людських пересудів, сім'я переїжджає до Клівленду — міста, що переживає економічний бум. Спершу переїхав брат Басс, коли ж він там обжився, до нього переїхала Дженні. Вона знайшла роботу покоївкою в пані Брейсбрідж (англ. Mrs Bracebridge). Трохи згодом до них переїжджає вся сім'я.

Працюючи покоївкою молода Герхард розширює кругозір і отримує відчуття стилю в моді, в аристократичних манерах. Там вона знайомиться з одним із гостей — Лестером Кейном — сином каретного магната з Цинциннаті. В цей час батько Вільям Герхард отримує заводську травму, втративши кілька пальців, вже не може повноцінно працювати. Закохавшись у Лестера і маючи гостру матеріальну скруту в сім'ї, Дженні пристає на домагання Лестера та переїжджає до нього у Чикаго.

Чикаго

Не одружившись насправді, вони оголошують її батькам про одруження. Кейн живе в Цинциннаті, та часто буває у справах у Чикаго, де винайняв для Дженні квартиру, сам формально живучи при цьому в готелі. Коли компанія його батька відкриває в Чикаго свій склад, Кейн остаточно перебирається до Дженні. Дженні забрала до себе свого старого батька.

Сім'я Кейна, випадково дізнавшись про неприйнятний зв'язок свого сина, а також враховуючи бідацьке походження Дженні, виступає категорично проти їх стосунків. Але Кейн, нехтуючи думкою рідних, продовжує жити з Дженні та її донькою Вестою.

Розлука

Проходять роки у таких хистких стосунках. Помирає батько Лестера — Арчібальд Кейн. В його заповіті Лестеру дається три роки на роздуми. Якщо він розлучається із Дженні на будь-яких умовах, то отримує свою частку — 25 %, якщо одружиться — то отримає щорічну ренту в 10 000$, якщо продовжує статус-кво — не отримує нічого. Лестер спробував посилити свій матеріальний стан різними спекуляціями, проте безрезультатно. Випадково його шлях перетинається із Летті Пейдж, давнім юнацьким захопленням. Поступово він зближується з нею. Але остаточно не може ні на що зважитися.

Помирає батько Дженні — Вільям Герхард. Через деякий час Дженні, дізнавшись від адвоката Кейна про умови спадку, вирішує розійтися з Лестером. Лестер погоджується та зрештою одружується із Летті.
Сенвуд

Дженні переїжджає в передмістя Чикаго — Сенвуд, де живе в тузі за Лестером. Викохує підростаючу доньку Весту. Лестера знову приймають у вищому світі, а маючи фінанси Летті, він стає дуже впливовим магнатом.

Підхопивши брюшний тиф у розквіті сил, Веста помирає. Дженні, втративши будь-який сенс свого життя — поховавши батька і доньку Весту, розійшовшись із Лестером, не маючи для чого жити, всиновлює двох сиріт — Розу та Генрі. Виховує їх.
Зрештою Лестер помирає, провівши останні дні свого життя на руках у Дженні, в той час як його дружина Летті була в Норвегії. На його похоронах Герхардт знову відчужена від світу багачів, до якого належав коханий.
|  | Що ж далі? Вона ще не стара. Потрібно виховати своїх прийомних діток. Спливе трохи часу, і вони випурхнуть від неї, а далі? Нескінченна череда днів, один, як інший, а далі?.. |

## Екранізація
В 1933 році роман був екранізований Маріон Ґерінгом.

## Текст
http://gutenberg.net.au/ebooks03/0300701.txt [Архівовано 12 жовтня 2011 у Wayback Machine.]